# Фрадков, Александр Львович
Алекса́ндр Льво́вич Фрадко́в (род. 22 мая 1948) — советский и российский учёный, доктор технических наук (1986), профессор,  зав.лабораторией "Управление сложными системами" Института проблем машиноведения РАН, профессор Санкт-Петербургского государственного университета, директор НОЦ ИПМаш РАН «Искусственный интеллект в киберфизических системах».

## Биография
Вспоминал, что в десятилетнем возрасте приобрёл книгу Уильяма Росса Эшби "Введение в кибернетику", "и ничего в ней не понял, но понял что я хочу этим заниматься". 
Окончил математико-механический факультет Ленинградского государственного университета по кафедре теоретической кибернетики (1971).
В 1975 г. в Ленинградском механическом институте защитил кандидатскую диссертацию на тему «Адаптивное управление линейными системами», в которой автором положено начало «методу пассификации», нашедшему широкое применение во многих задачах построения нелинейных, адаптивных и сетевых систем управления. Важным результатом диссертации явилось также введение нового класса беспоисковых самонастраивающихся систем (БСНС) — адаптивных систем с «неявной моделью», обладающих рядом преимуществ по сравнению с традиционными БСНС с эталонными моделями. В те же годы, совместно с Д. П. Деревицким, им разрабатывается «метод непрерывных моделей» — весьма результативный подход к анализу динамики систем дискретного времени через их приближенное описание в непрерывном времени (то есть в виде дифференциальных уравнений) и показано его применение для исследования цифровых адаптивных систем и рекуррентных алгоритмов оптимизации.
В 1986 г. в Санкт-Петербургском электротехническом университете А. Л. Фрадков защитил докторскую диссертацию на тему «Адаптивное управление нелинейными системами», в которой им был предложен и обоснован «метод скоростного градиента» — универсальный метод синтеза и исследования различных классов нелинейных систем. Первоначально этот метод был применен автором и его коллегами для разработки алгоритмов адаптивного управления, идентификации и оценивания. К настоящему времени фундаментальный характер метода в виде «принципа скоростного градиента» продемонстрирован разнообразными эффективными приложениями, в том числе для управления колебательными процессами, сетевыми и распределенными системами, в системах связи, а также для физических и биологических систем.
В 1972—1989 гг. научная и педагогическая карьера А. Л. Фрадкова развивалась в Ленинградском механическом институте (в настоящий момент — Балтийский государственный технический университет «Военмех», где он прошел путь от аспиранта до профессора по кафедре вычислительной техники. С 1990 года основное место работы Александра Львовича — Институт проблем машиноведения РАН, где он возглавил организованную им лабораторию «Управление сложными системами». Свою научную работу в Академии наук А. Л. Фрадков продолжал совмещать с педагогической деятельностью. В 2014 г. Александр Львович возглавил базовую магистерскую кафедру Университета ИТМО, где он также руководит Международной научной лабораторией. С 1997 года он работает на кафедре теоретической кибернетики СПбГУ, а с 2015 г. её возглавляет. За годы педагогической карьеры А. Л. Фрадков подготовил трех докторов и свыше двадцати кандидатов наук, им разработаны и читаются курсы лекций, связанные такими актуальными направлениями, как управление колебаниями и хаосом, управление молекулярными и квантовыми системами, математическое моделирование кибернетических систем.
Александр Львович Фрадков — один из наиболее видных и узнаваемых на международной арене представителей российской теории управления. В знак признания его научных заслуг Александру Львовичу было присвоено звание заслуженного деятеля (Fellow) международного Института инженеров электротехники и электроники IEEE (2014) и Международной федерации автоматического управления ИФАК (2017). В течение ряда лет А. Л. Фрадков являлся членом ряда технических комитетов ИФАК а также председателем одного из них. Он автор и соавтор более 700 научных работ, в том числе 12 монографий, восьми учебных пособий, 10 авторских свидетельств и патентов. Под его редакцией выпущено 19 монографий и сборников, пять специальных выпусков международных журналов. А. Л. Фрадковым сделано множество научных докладов на конференциях, в 1991—2008 годах он посетил с лекциями более чем 70 исследовательских центров, в том числе Массачусетский, Токийский и Шведский Королевский технологические институты, Австралийский национальный университет, Национальный университет Республики Корея, университеты Иллинойса, Мичигана, научные центры «Белл Лаб», «Фермилаб», Институт компьютерных наук и автоматизации (INRIA). А. Л. Фрадков — президент-основатель Международного общества физики и управления (IPACS), член Европейской ассоциации по управлению (EUCA), член Европейского общества по механике (EUROMECH), член редакционного совета IEEE по системам управления. Он входит в состав ряда технических комитетов ИФАК и IEEE, возглавляет редколлегию международного научного журнала «Cybernetics and Physics», входит в состав редколлегий ряда других отечественных и международных журналов.
Научное творчество А. Л. Фрадкова обращает на себя внимание разнообразием применяемых методов и органичным сочетанием математической строгости с проникновением в суть практических задач. Его научный путь начинается в области теории абсолютной устойчивости, которая является одним из знаковых и наиболее известных достижений российской школы теории управления. В течение 1975—1989 гг., А. Л. Фрадков формируется как один из ведущих российских специалистов в области адаптивного управления. Яркими событиями, которые во многом определили лицо российской науки в области адаптивного управления, были проведенная благодаря организаторской энергии Александра Львовича серия из Ленинградских симпозиумов по теории и применению адаптивных систем в 1972—1999 гг., и с другой стороны, опубликование монографий «Адаптивное управление динамическими объектами» (совместно с В. Н. Фоминым и В. А. Якубовичем), «Прикладная теория дискретных адаптивных систем управления» (совместно c Д. П. Деревицким), систематизировавших оригинальные авторские концепции и результаты в целостную теорию с упором на практические приложения. Изданные в 1998 и 1999 годах книги А. Л. Фрадкова «Introduction to control of oscillations and chaos» (совместно с А. Ю. Погромским), «Nonlinear and adaptive control of complex systems» (совместно с И. В. Мирошником и В. О. Никифоровым) относятся к первым в мировой практике опытам монографической систематизации достижения периода 1990-х годов в математической теории управления колебательными и хаотическими системами. Обзор «Управление хаосом: методы и приложения» удостоен премии Международной издательской компании «Наука/Интерпериодика» за лучшую публикацию 2004 г.
А. Л. Фрадков одним из первых уловил потребность в осмысления новых фактов и тенденций, свидетельствующих в пользу зарождении новой научной области на стыке физики и теории управления и названной им «Кибернетической физикой». Им проделана впечатляющая работа по концептуальному оформлению, развитию и продвижению кибернетической физики: из-под его пера вышла серия публикаций в престижных журналах, две монографии «Кибернетическая физика», «Cybernetical Physics», сделано множество докладов, благодаря его энергии проведено несколько международных тематических конференций, организовано Международное общество физики и управления (IPACS), президентом-основателем которого он является, а также международный журнал «Cybernetics and Physics», в котором он является главным редактором. Начиная с 2003 года, общество IPACS проводит регулярные конференции «Физика и Управление».
В области управления сложными системами и сетями спектр исследований А. Л. Фрадкова простирается от принципиальных теоретических проблем, связанных с сетями физических и биологических осцилляторов и со значимыми для теоретической физики и нейробиологии вопросами, до практических аспектов функционирования масштабных электросетей. А. Л. Фрадковым были написаны аналитические обзоры в журнале «Автоматика и телемеханика», посвященные разработке единой теории информации, управления и вычислений и управлению сетевыми системами. Под его редакцией в 2015 году была опубликована одна из первых в России коллективная монография по сетевому управлению.
Под руководством А. Л. Фрадкова были организованы и проведены такие крупные международные мероприятия как конференции «Управление колебаниями и хаосом», симпозиума ИФАК по нелинейным системам управления, двух конференций по физике и управлению, Европейской конференции по нелинейной динамике, конференций ИФАК «Адаптация и обучение в системах управления и обработки сигналов» и «Периодические системы управления», мультиконференции IEEE по системам и управлению, конференции ИФАК по моделированию, идентификации и управлению нелинейными системами. В 1992 году им была инициирована серия российско-шведских конференций по управлению; следствием его инициативы и руководства (совместно с профессором Леннартом Льюнгом) явилась стартовавшая в 1991 году серия международных Балтийских олимпиад студентов и аспирантов по автоматическому управлению (BOAC), предоставлявших, помимо конкурсной программы, возможность контакта участников с ведущими учеными. В 1986 году он инициировал традицию городских Олимпиад школьников по информатике и привлек к их проведению ведущих ученых города; победители организованных таким образом Олимпиад неоднократно демонстрировали выдающиеся успехи на общероссийских и международных Олимпиадах. С 1989 года работа со школьниками проходила в рамках созданного им на базе городского Дворца творчества юных, СПбГУ и других ведущих вузов города учебно-научного комплекса «Информатика и управление», который был одним из первых в стране и стал прототипом образованного в 1997 году Санкт-Петербургского учебно-научного центра по проблемам машиностроения, механики и процессов управления. Александр Львович неоднократно привлекал ведущих мировых ученых к чтению актуальных лекций российским студентам в рамках различных мероприятий. С 1988 года в ИПМаш РАН на базе возглавляемой им лаборатории проводится постоянно действующий городской семинар по теории управления, объединяющий ведущих специалистов Санкт-Петербурга. А. Л. Фрадков активно принимал участие в подготовке и проведении Традиционных всероссийских молодёжных научных летних школ «Управление, информация и оптимизация» в качестве члена программного комитета этих школ, а в 2016 году — председателем организационного комитета.
В течение многих лет Александр Львович активно ведет научно-общественную работу, являясь с 1991 года вице-президентом Санкт-Петербургского Общества информатики, вычислительной техники, систем связи и управления, с 1999 года — членом Российского Национального комитета по автоматическому управлению, с 2005 года — президентом международного научного общества «Физика и управление» (IPACS). Он стоит у истоков Межрегиональной общественной организации «Общество научных работников», сопредседателем Совета которой он является. Александр Львович — член президиума Высшей аттестационной комиссии Архивная копия от 1 декабря 2018 на Wayback Machine при Минобрнауки Российской Федерации и Совета по грантам при Правительстве РФ.

## Монографии и учебные пособия
- В. Н. Фомин, А. Л. Фрадков, В. А. Якубович. Адаптивное управление динамическими объектами. Москва: Наука, 1981[4]
- Д. П. Деревицкий, А. Л. Фрадков. Прикладная теория дискретных адаптивных систем управления. Москва: Наука, 1981[15]
- А. Л. Фрадков. Основы математического моделирования. Ленинград: ЛМИ, 1989
- А. Л. Фрадков. Адаптивное управление сложными системами. Москва: Наука, 1990[5]
- A. L. Fradkov, A. Yu. Pogromsky. Introduction to control of oscillations and chaos. Singapore: World Scientific, 1998[35]
- A. L. Fradkov, I. V. Miroshnik, V. O. Nikiforov. Nonlinear and adaptive control of complex systems. Dordrecht: Kluwer, 1999[36]
- Б. Р. Андриевский, А. Л. Фрадков. Избранные главы теории автоматического управления с примерами на языке MATLAB. СПб.: Наука, 1999[9]
- И. В. Мирошник, В. О. Никифоров, А. Л. Фрадков. Нелинейное и адаптивное управление сложными динамическими системами СПб.: Наука, 2000[6]
- Б. Р. Андриевский, А. Л. Фрадков. Элементы математического моделирования в программных средах MATLAB 5 и Scilab (учебное пособие). СПб.: Наука, 2001
- Б. Р. Андриевский, И. И. Блехман, Ю. А. Борцов, С. В. Гаврилов, В. А. Коноплев, Б. П. Лавров, Н. Д. Поляхов, О. П. Томчина, А. Л. Фрадков, В. М. Шестаков. Управление мехатронными вибрационными установками. / под ред. И. И. Блехмана и А. Л. Фрадкова СПб.: Наука, 2001
- А. Л. Фрадков. Кибернетическая физика: принципы и примеры. СПб.: Наука, 2003[39]
- A. L. Fradkov. Cybernetical Physics: From Control of Chaos to Quantum Control. Springer-Verlag, Heidelberg-New York, 2007[40]